# Murieḷḷos
Murieḷḷos ist eines von 13 Parroquias und zugleich dessen Hauptort in der Gemeinde Quirós in Asturien, Nordspanien.

## Dörfer und Weiler
- Murieḷḷos 21 Einwohner 2011
- Viḷḷarecho 11 Einwohner 2011

## Sehenswürdigkeiten
- Pfarrkirche Santa María de Murieḷḷos